# Ariamnes longissimus
Ariamnes longissimus är en spindelart som beskrevs av Eugen von Keyserling 1891. Ariamnes longissimus ingår i släktet Ariamnes och familjen klotspindlar. Inga underarter finns listade i Catalogue of Life.